# Teatro Nuovo (Serravalle)
El Teatro Nuovo es un teatro de la de la República de San Marino. Se trata de una construcción moderna que se encuentra en Dogana, división administrativa (castelli)  de Serravalle, no lejos de la frontera con Italia. Tiene una capacidad para 872 personas de las cuales 604 se ubicarían en el patio de butacas lo que lo convierte en el teatro más grande de San Marino.